# Mabel Gay
Mabel Gay (ur. 5 maja 1983 w Santiago de Cuba) – kubańska lekkoatletka, trójskoczkini.

## Osiągnięcia
- złoty medal Mistrzostw Świata Juniorów Młodszych w Lekkoatletyce (Bydgoszcz 1999)
- złoto Mistrzostw Świata Juniorów (Kingston 2002)
- 5. miejsce na Mistrzostwach świata (Paryż 2003)
- złoty medal Igrzysk panamerykańskich (Santo Domingo 2003)
- brązowy medal igrzysk panamerykańskich (Rio de Janeiro 2007)
- srebro Mistrzostw Świata (Berlin 2009)
- 1. miejsce podczas Światowego Finału IAAF (Saloniki 2009)
- 5. miejsce podczas halowych mistrzostw świata (Doha 2010)
- 4. miejsce podczas Mistrzostw Świata (Daegu 2011)
- brązowy medal igrzysk panamerykańskich (Guadalajara 2011)
- brązowy medal halowych mistrzostw świata (Stambuł 2012)
- 5. miejsce podczas mistrzostw świata (Moskwa 2013)

Gay reprezentowała Kubę na igrzyskach olimpijskich w Pekinie (2008), gdzie zajęła 15. lokatę w eliminacjach nie awansując do finału.

## Rekordy życiowe
- trójskok – 14,67 (2011)
- trójskok (hala) – 14,57 (2004)